# Melmoth pojednany

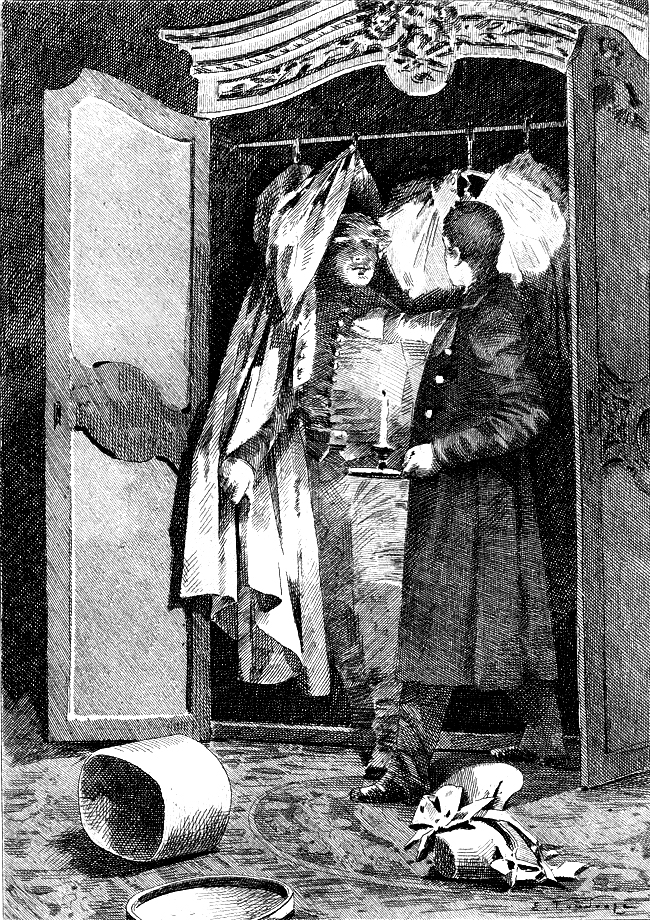

Melmoth pojednany (oryg. fr. Melmoth reconcilié) – opowiadanie Honoriusza Balzaka, opublikowane w 1835, z cyklu Komedia ludzka. Wchodzi w skład Studiów filozoficznych.

## Treść
Bohaterem utworu jest John Melmoth, postać stworzona przez Charlesa Maturina w powieści pod tym samym tytułem. Melmoth zawarł pakt z diabłem, w którym oddał mu duszę w zamian za ponadnaturalne zdolności. Diabeł zgodził się jednak na to, by Melmoth po 150 latach uwolnił się, znajdując innego chętnego na podpisanie cyrografu. Melmoth odnajduje taką osobę – Castaniera, kasjera w banku Nucingena, przeżywającego poważne trudności finansowe w związku z romansem z kurtyzaną Akwiliną. Jednak i on, widząc, że pakt nie zapewnia nieśmiertelności szybko postanawia znaleźć kogoś, kto chciałby w jego miejsce zawrzeć pakt z diabłem. Udaje się na giełdę, gdzie cyrograf krąży między kolejnymi mężczyznami skuszonymi łatwym zyskiem, tracąc stopniowo swoją początkową moc, w czasie gdy Melmoth umiera pogodziwszy się z Bogiem.

## Cechy utworu
Melmoth pojednany w sposób charakterystyczny łączy elementy mistyki i realistycznego opisu giełdy oraz działalności banków, obok metafizycznej wizji paktu z diabłem pojawia się ściśle realistyczny i często powtarzający się u Balzaka wątek człowieka rujnującego się dla kochanki (Castanier). Balzak kontynuuje również w nim rozważania nad energią i ambicją jako motorem działań człowieka i zarazem potencjalną przyczyną jego zguby.